# تشارلز إنجل
تشارلز إنجل (بالإنجليزية: Charles Engel)‏ هو اقتصادي أمريكي، ولد في 1956.